# Élections législatives écossaises de 2016
Les élections législatives écossaises de 2016 (en anglais : Scottish Parliament election, 2016) ont lieu le 5 mai 2016 afin d'élire les 129 membres de la 5e législature du Parlement écossais.
Le Parti national écossais (SNP) remporte un troisième mandat consécutif mais perd la majorité absolue conquise en 2011. Le Parti travailliste — dont l'Écosse a longtemps été un bastion — subit un lourd revers et termine troisième, derrière les conservateurs.
Les élections ont lieu le même jour que les élections législatives au pays de Galles et en Irlande du Nord et que les élections locales.

## Contexte

### Dévolution
Le Parlement écossais a été créé en 1999 comme organe dévolu de l'Écosse, nation du Royaume-Uni. 
Ses pouvoirs sont importants : le Parlement écossais peut légiférer sur toutes les matières qui ne sont pas explicitement réservés au Parlement de Westminster. Le gouvernement écossais est ainsi compétent en matière de santé, éducation, gouvernements locaux, droit écossais. Le Scotland Act de 2012 autorise le Parlement écossais à faire varier le taux d'impôt sur le revenu, à collecter certaines taxes et à légiférer sur les drogues, les armes à feu et le code de la route.

### Contexte politique
L'Écosse a longtemps été considérée comme un bastion du Parti travailliste : de 1964 à 2010, les travaillistes ont constamment remporté la majorité des sièges écossais à la Chambre des communes et, les trois premiers Premiers ministres depuis la dévolution ont été des travaillistes.
Toutefois, en 2007, le Parti national écossais (SNP, gauche indépendantiste) réussit pour la première fois à devancer les travaillistes et forme un gouvernement minoritaire sous la conduite d'Alex Salmond. Le SNP est reconduit en 2011, remportant la majorité des sièges au Parlement écossais. En 2014, un référendum sur l'indépendance de l'Écosse : le « non » l'emporte avec 55 % des voix, ce qui pousse Salmond à démissionner. Il est remplacé par Nicola Sturgeon à la tête du gouvernement écossais.
Malgré la défaite, le SNP apparait renforcé par la campagne référendaire alors que les travaillistes perdent en popularité. Lors des élections générales de 2015, le SNP réussit à remporter 56 sièges en Écosse, principalement au détriment du Parti travailliste qui en perd 40 et n'en conserve qu'un.
Dès lors, le SNP domine largement les sondages en vue de l'élection du Parlement écossais.

## Mode de scrutin
Le Parlement écossais est élu selon un système mixte. Chaque électeur dispose de deux voix : la première voix sert à élire un député au scrutin uninominal majoritaire à un tour dans l'une des 73 circonscriptions, la seconde voix est pour une liste dans le cadre d'une région. Le nombre de sièges pour chaque parti est attribué à la proportionnelle en prenant en compte les sièges déjà attribués dans les circonscriptions. 
Les citoyens du Royaume-Uni, de la république d'Irlande, du Commonwealth et de l'Union européenne âgés de 18 ans et plus disposent du droit de vote.

### Au niveau des circonscriptions

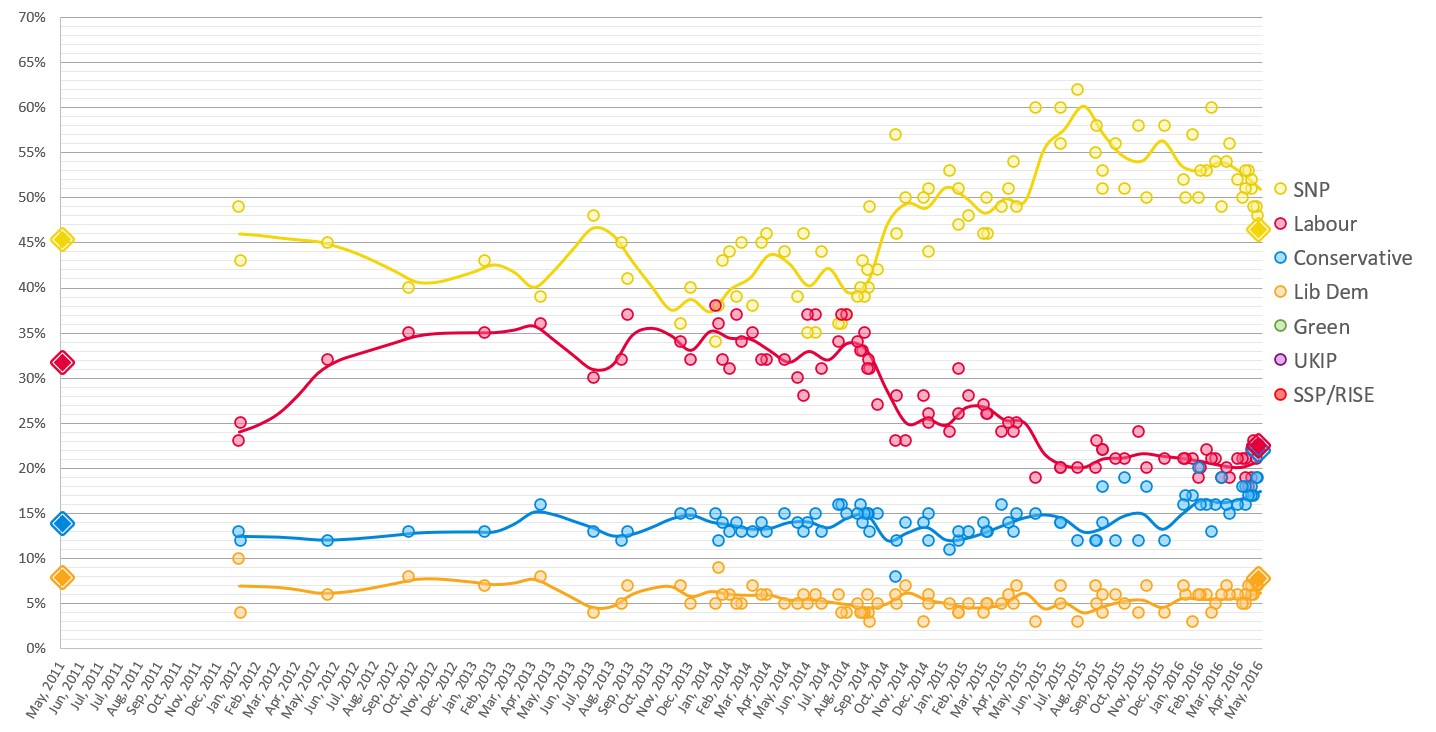
Sondages au niveau des circonscriptions

### Au niveau régional

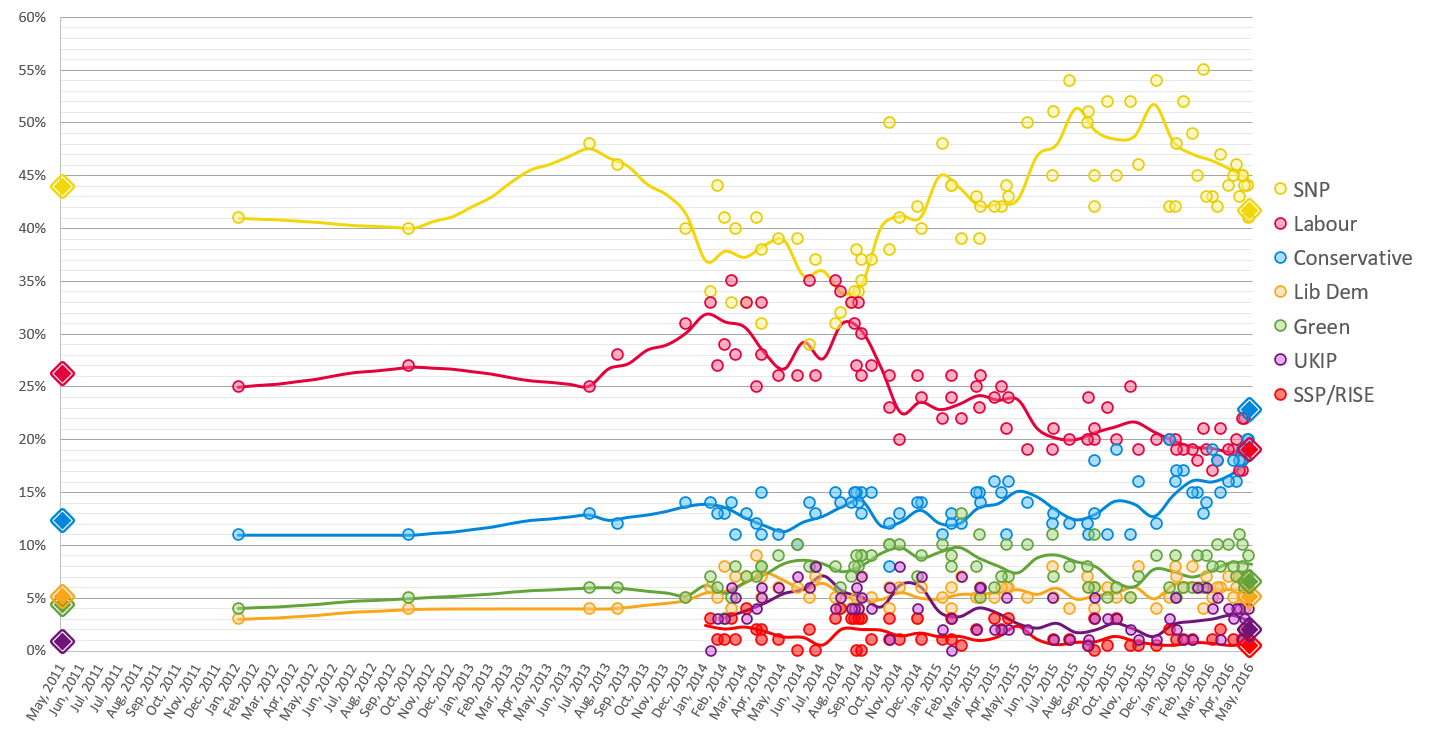
Sondages au niveau régional

## Députés sortants ne se représentant pas
24 députés ne se représentent pas en 2016, dont Tricia Marwick, la présidente du Parlement écossais, et Alex Salmond, ancien Premier ministre d'Écosse.
| Députés sortants | Députés sortants   | Parti        |
| ---------------- | ------------------ | ------------ |
|                  | Marco Biagi        | SNP          |
|                  | Margaret Burgess   | SNP          |
|                  | Rob Gibson         | SNP          |
|                  | Adam Ingram        | SNP          |
|                  | Kenny MacAskill    | SNP          |
|                  | Fiona McLeod       | SNP          |
|                  | Alex Salmond       | SNP          |
|                  | Dave Thompson      | SNP          |
|                  | Tricia Marwick     | SNP          |
|                  | Richard Baker      | Travailliste |
|                  | Malcolm Chisholm   | Travailliste |
|                  | Hugh Henry         | Travailliste |
|                  | Margaret McDougall | Travailliste |
|                  | Duncan McNeil      | Travailliste |
|                  | Graeme Pearson     | Travailliste |
|                  | Richard Simpson    | Travailliste |
|                  | Drew Smith         | Travailliste |
|                  | Gavin Brown        | Conservateur |
|                  | Cameron Buchanan   | Conservateur |
|                  | Alex Fergusson     | Conservateur |
|                  | Annabel Goldie     | Conservateur |
|                  | Jamie McGrigor     | Conservateur |
|                  | Nanette Milne      | Conservateur |
|                  | Mary Scanlon       | Conservateur |

| Députés sortants | Députés sortants | Candidat choisi | Candidat choisi | Parti |
| ---------------- | ---------------- | --------------- | --------------- | ----- |
|                  | Nigel Don        |                 | Mairi Evans     | SNP   |
|                  | Colin Keir       |                 | Toni Giugliano  | SNP   |

## Résultats
|                          |                                                 |                  |                  |                  |                  |                 |                 |                 |                 |              |               |  |  |  |
| Partis                   | Partis                                          | Circonscriptions | Circonscriptions | Circonscriptions | Circonscriptions | Proportionnelle | Proportionnelle | Proportionnelle | Proportionnelle | Total sièges | +/−           |  |  |  |
| Partis                   | Partis                                          | Votes            | %                | Sièges           | +/−              | Votes           | %               | +/-             | Sièges          | Total sièges | +/−           |  |  |  |
|                          | Parti national écossais (SNP)                   | 1 059 897        | 46,50            | 59               | 6                | 953 587         | 41,72           | 2,3             | 4               | 63           | 6             |  |  |  |
|                          | Parti conservateur écossais (SCP)               | 501 844          | 22,02            | 7                | 4                | 524 222         | 22,93           | 10,6            | 24              | 31           | 16            |  |  |  |
|                          | Parti travailliste écossais (SLP)               | 514 261          | 22,56            | 3                | 12               | 435 919         | 19,07           | 7,2             | 21              | 24           | 13            |  |  |  |
|                          | Parti vert écossais (SGP)                       | 13 172           | 0,58             | 0                | en stagnation    | 150 426         | 6,58            | 2,2             | 6               | 6            | 4             |  |  |  |
|                          | Libéraux-démocrates écossais (SLD)              | 178 238          | 7,82             | 4                | 2                | 119 284         | 5,22            | en stagnation   | 1               | 5            | en stagnation |  |  |  |
|                          | Parti pour l'indépendance du Royaume-Uni (UKIP) |                  |                  |                  |                  | 46 426          | 2,03            | 1,1             | 0               | 0            | en stagnation |  |  |  |
|                          | Solidarité                                      |                  |                  |                  |                  | 14 333          | 0,63            | 0,5             | 0               | 0            | en stagnation |  |  |  |
|                          | Parti chrétien                                  | 1 162            | 0,05             | 0                | en stagnation    | 11 686          | 0,51            | 0,3             | 0               | 0            | en stagnation |  |  |  |
|                          | RISE                                            |                  |                  |                  |                  | 10 911          | 0,48            | Nv.             | 0               | 0            | en stagnation |  |  |  |
|                          | Autres partis                                   | 10 579           | 0,46             | 0                | -                | 18 958          | 0,83            | -               | 0               | 0            | -             |  |  |  |
|                          |                                                 |                  |                  |                  |                  |                 |                 |                 |                 |              |               |  |  |  |
| Total                    | Total                                           | 2 279 153        | 100              | 73               | en stagnation    | 2 285 752       | 100             | -               | 56              | 129          | en stagnation |  |  |  |
| Abstentions              | Abstentions                                     | 1 820 254        | 44,40            |                  |                  | 1 813 655       | 44,24           |                 |                 |              |               |  |  |  |
| Inscrits / participation | Inscrits / participation                        | 4 099 407        | 55,60            | 4 099 407        | 55,76            |                 |                 |                 |                 |              |               |  |  |  |

45 des 129 députés au Parlement écossais sont des femmes, soit 34,9 % et donc la même proportion qu'en 2011.

## Résultats par régions

### Écosse du centre (Central Scotland)
|                       | SNP                   | 129 082               | 47,68 | 1,3  | 9 | 3             | 0 | 9  | en stagnation |  |  |  |  |  |
|                       | SLP                   | 67 103                | 24,79 | 10,5 | 0 | 3             | 4 | 4  | 2             |  |  |  |  |  |
|                       | SCP                   | 43 602                | 16,11 | 9,7  | 0 | en stagnation | 3 | 3  | 2             |  |  |  |  |  |
|                       | SGP                   | 12 722                | 4,70  | 2,3  | 0 | en stagnation | 0 | 0  | en stagnation |  |  |  |  |  |
|                       | UKIP                  | 6 088                 | 2,25  | 1,7  | 0 | en stagnation | 0 | 0  | en stagnation |  |  |  |  |  |
|                       | SLD                   | 5 015                 | 1,85  | 0,4  | 0 | en stagnation | 0 | 0  | en stagnation |  |  |  |  |  |
|                       | Autres                | 7 094                 | 2,62  | -    | 0 | -             | 0 | 0  | -             |  |  |  |  |  |
|                       |                       |                       |       |      |   |               |   |    |               |  |  |  |  |  |
| Total                 | Total                 | 270 706               | 100   | -    | 9 | en stagnation | 7 | 16 | en stagnation |  |  |  |  |  |
| Taux de participation | Taux de participation | Taux de participation | 52,9  |      |   |               |   |    |               |  |  |  |  |  |

| Circonscription                   | Député sortant | Député sortant     | Député élu | Député élu         |
| --------------------------------- | -------------- | ------------------ | ---------- | ------------------ |
| Airdrie and Shotts                |                | Alex Neil          |            | Alex Neil          |
| Coatbridge and Chryston           |                | Elaine Smith       |            | Fulton MacGregor   |
| Cumbernauld and Kilsyth           |                | Jamie Hepburn      |            | Jamie Hepburn      |
| East Kilbride                     |                | Linda Fabiani      |            | Linda Fabiani      |
| Falkirk East                      |                | Angus MacDonald    |            | Angus MacDonald    |
| Falkirk West                      |                | Michael Matheson   |            | Michael Matheson   |
| Hamilton, Larkhall and Stonehouse |                | Christina McKelvie |            | Christina McKelvie |
| Motherwell and Wishaw             |                | John Pentland      |            | Clare Adamson      |
| Uddingston and Bellshill          |                | Michael McMahon    |            | Richard Lyle       |

### Glasgow
|                       | SNP                   | 111 101               | 44,78 | 4,9  | 9 | 4             | 0 | 9  | 2             |  |  |  |  |  |
|                       | SLP                   | 59 151                | 23,84 | 11,1 | 0 | 4             | 4 | 4  | 3             |  |  |  |  |  |
|                       | SCP                   | 29 533                | 11,99 | 5,8  | 0 | en stagnation | 2 | 2  | 1             |  |  |  |  |  |
|                       | SGP                   | 23 398                | 9,43  | 3,5  | 0 | en stagnation | 1 | 1  | en stagnation |  |  |  |  |  |
|                       | SLD                   | 5 850                 | 2,36  | 0,2  | 0 | en stagnation | 0 | 0  | en stagnation |  |  |  |  |  |
|                       | UKIP                  | 4 889                 | 1,97  | 1,4  | 0 | en stagnation | 0 | 0  | en stagnation |  |  |  |  |  |
|                       | Autres                | 14 187                | 5,72  | -    | 0 | -             | 0 | 0  | -             |  |  |  |  |  |
|                       |                       |                       |       |      |   |               |   |    |               |  |  |  |  |  |
| Total                 | Total                 | 248 109               | 100   | 9    | - | en stagnation | 7 | 16 | en stagnation |  |  |  |  |  |
| Taux de participation | Taux de participation | Taux de participation | 47,4  |      |   |               |   |    |               |  |  |  |  |  |

| Circonscription                 | Député sortant | Député sortant    | Député élu | Député élu      |
| ------------------------------- | -------------- | ----------------- | ---------- | --------------- |
| Glasgow Anniesland              |                | Bill Kidd         |            | Bill Kidd       |
| Glasgow Cathcart                |                | James Dornan      |            | James Dornan    |
| Glasgow Kelvin                  |                | Sandra White      |            | Sandra White    |
| Glasgow Maryhill and Springburn |                | Patricia Ferguson |            | Bob Doris       |
| Glasgow Pollok                  |                | Johann Lamont     |            | Humza Yousaf    |
| Glasgow Provan                  |                | Paul Martin       |            | Ivan McKee      |
| Glasgow Shettleston             |                | John Mason        |            | John Mason      |
| Glasgow Southside               |                | Nicola Sturgeon   |            | Nicola Sturgeon |
| Rutherglen                      |                | James Kelly       |            | Clare Haughey   |

### Highlands et les Îles (Highlands and Islands)
|                       | SNP                   | 81 600                | 39,74 | 7,8  | 6 | en stagnation | 1 | 7  | 2             |  |  |  |  |  |
|                       | SCP                   | 44 693                | 21,77 | 10,1 | 0 | en stagnation | 3 | 3  | 1             |  |  |  |  |  |
|                       | SLD                   | 27 223                | 13,26 | 1,1  | 2 | en stagnation | 0 | 2  | en stagnation |  |  |  |  |  |
|                       | SLP                   | 22 894                | 11,15 | 3,3  | 0 | en stagnation | 2 | 2  | en stagnation |  |  |  |  |  |
|                       | SGP                   | 14 781                | 7,20  | 2,1  | 0 | en stagnation | 1 | 1  | 1             |  |  |  |  |  |
|                       | UKIP                  | 5 344                 | 2,60  | 0,7  | 0 | en stagnation | 0 | 0  | en stagnation |  |  |  |  |  |
|                       | Autres                | 8 778                 | 4,28  | -    | 0 | -             | 0 | 0  | -             |  |  |  |  |  |
|                       |                       |                       |       |      |   |               |   |    |               |  |  |  |  |  |
| Total                 | Total                 | 205 313               | 100   | -    | 8 | en stagnation | 7 | 15 | en stagnation |  |  |  |  |  |
| Taux de participation | Taux de participation | Taux de participation | 58,9  |      |   |               |   |    |               |  |  |  |  |  |

| Circonscription                | Député sortant | Député sortant   | Député élu | Député élu       |
| ------------------------------ | -------------- | ---------------- | ---------- | ---------------- |
| Argyll and Bute                |                | Michael Russell  |            | Michael Russell  |
| Caithness, Sutherland and Ross |                | Rob Gibson       |            | Gail Ross        |
| Inverness and Nairn            |                | Fergus Ewing     |            | Fergus Ewing     |
| Moray                          |                | Richard Lochhead |            | Richard Lochhead |
| Na h-Eileanan an Iar           |                | Alasdair Allan   |            | Alasdair Allan   |
| Orkney                         |                | Liam McArthur    |            | Liam McArthur    |
| Shetland                       |                | Tavish Scott     |            | Tavish Scott     |
| Skye, Lochaber and Badenoch    |                | Dave Thompson    |            | Kate Forbes      |

### Lothian
|                       | SNP                   | 118 546               | 36,23 | 2,9  | 6 | 2             | 0 | 6  | 2             |  |  |  |  |  |
|                       | SCP                   | 74 972                | 22,91 | 11,3 | 1 | 1             | 3 | 4  | 2             |  |  |  |  |  |
|                       | SLP                   | 67 991                | 20,78 | 4,1  | 1 | en stagnation | 2 | 3  | 1             |  |  |  |  |  |
|                       | SGP                   | 34 551                | 10,56 | 3,0  | 0 | en stagnation | 2 | 2  | 1             |  |  |  |  |  |
|                       | SLD                   | 18 479                | 5,65  | 0,1  | 1 | 1             | 0 | 1  | 1             |  |  |  |  |  |
|                       | UKIP                  | 5 802                 | 1,77  | 1,1  | 0 | en stagnation | 0 | 0  | en stagnation |  |  |  |  |  |
|                       | Autres                | 6 837                 | 2,09  | -    | 0 | -             | 0 | 0  | -             |  |  |  |  |  |
|                       |                       |                       |       |      |   |               |   |    |               |  |  |  |  |  |
| Total                 | Total                 | 327 178               | 100   | -    | 9 | en stagnation | 7 | 16 | en stagnation |  |  |  |  |  |
| Taux de participation | Taux de participation | Taux de participation | 47,4  |      |   |               |   |    |               |  |  |  |  |  |

| Circonscription                  | Député sortant | Député sortant   | Député élu | Député élu         |
| -------------------------------- | -------------- | ---------------- | ---------- | ------------------ |
| Almond Valley                    |                | Angela Constance |            | Angela Constance   |
| Edinburgh Central                |                | Marco Biagi      |            | Ruth Davidson      |
| Edinburgh Eastern                |                | Kenny MacAskill  |            | Ash Denham         |
| Edinburgh Northern and Leith     |                | Malcolm Chisholm |            | Ben Macpherson     |
| Edinburgh Pentlands              |                | Gordon MacDonald |            | Gordon MacDonald   |
| Edinburgh Southern               |                | Jim Eadie        |            | Daniel Johnson     |
| Edinburgh Western                |                | Colin Keir       |            | Alex Cole-Hamilton |
| Linlithgow                       |                | Fiona Hyslop     |            | Fiona Hyslop       |
| Midlothian North and Musselburgh |                | Colin Beattie    |            | Colin Beattie      |

### Écosse du milieu et Fife (Mid Scotland and Fife)
|                       | SNP                   | 120 128               | 41,26 | 3,9  | 8 | en stagnation | 0 | 8  | 1             |  |  |  |  |  |
|                       | SCP                   | 73 293                | 25,17 | 11,0 | 0 | en stagnation | 4 | 4  | 2             |  |  |  |  |  |
|                       | SLP                   | 51 373                | 17,64 | 7,4  | 0 | 1             | 2 | 2  | 2             |  |  |  |  |  |
|                       | SLD                   | 20 401                | 7,01  | 1,2  | 1 | 1             | 0 | 1  | en stagnation |  |  |  |  |  |
|                       | SGP                   | 17 860                | 6,13  | 1,9  | 0 | en stagnation | 1 | 1  | 1             |  |  |  |  |  |
|                       | UKIP                  | 5 345                 | 1,84  | 0,7  | 0 | en stagnation | 0 | 0  | en stagnation |  |  |  |  |  |
|                       | Autres                | 2 772                 | 0,95  | -    | 0 | -             | 0 | 0  | -             |  |  |  |  |  |
|                       |                       |                       |       |      |   |               |   |    |               |  |  |  |  |  |
| Total                 | Total                 | 291 172               | 100   | -    | 9 | en stagnation | 7 | 16 | en stagnation |  |  |  |  |  |
| Taux de participation | Taux de participation | Taux de participation | 58,3  |      |   |               |   |    |               |  |  |  |  |  |

| Circonscription                    | Député sortant | Député sortant      | Député élu | Député élu              |
| ---------------------------------- | -------------- | ------------------- | ---------- | ----------------------- |
| Clackmannanshire and Dunblane      |                | Keith Brown         |            | Keith Brown             |
| Cowdenbeath                        |                | Alex Rowley         |            | Annabelle Ewing         |
| Dunfermline                        |                | Cara Hilton         |            | Shirley-Anne Somerville |
| Kirkcaldy                          |                | David Torrance      |            | David Torrance          |
| Mid Fife and Glenrothes            |                | Tricia Marwick      |            | Jenny Gilruth           |
| North East Fife                    |                | Roderick Campbell   |            | Willie Rennie           |
| Perthshire North                   |                | John Swinney        |            | John Swinney            |
| Perthshire South and Kinross-shire |                | Roseanna Cunningham |            | Roseanna Cunningham     |
| Stirling                           |                | Bruce Crawford      |            | Bruce Crawford          |

### Écosse du Nord-Est (North East Scotland)
|                       | SNP                   | 137 086               | 44,65 | 8,1  | 9  | 1             | 0 | 9  | 2             |  |  |  |  |  |
|                       | SCP                   | 85 848                | 27,96 | 13,9 | 1  | 1             | 4 | 5  | 3             |  |  |  |  |  |
|                       | SLP                   | 38 791                | 12,64 | 3,8  | 0  | en stagnation | 2 | 2  | 1             |  |  |  |  |  |
|                       | SLD                   | 18 444                | 6,01  | 0,8  | 0  | en stagnation | 1 | 1  | en stagnation |  |  |  |  |  |
|                       | SGP                   | 15 123                | 4,93  | 1,0  | 0  | en stagnation | 0 | 0  | en stagnation |  |  |  |  |  |
|                       | UKIP                  | 6 376                 | 2,08  | 1,1  | 0  | en stagnation | 0 | 0  | en stagnation |  |  |  |  |  |
|                       | Autres                | 5 338                 | 1,74  | -    | 0  | -             | 0 | 0  | -             |  |  |  |  |  |
|                       |                       |                       |       |      |    |               |   |    |               |  |  |  |  |  |
| Total                 | Total                 | 307 006               | 100   | -    | 10 | en stagnation | 7 | 17 | en stagnation |  |  |  |  |  |
| Taux de participation | Taux de participation | Taux de participation | 53,0  |      |    |               |   |    |               |  |  |  |  |  |

| Circonscription                     | Député sortant | Député sortant    | Député élu | Député élu        |
| ----------------------------------- | -------------- | ----------------- | ---------- | ----------------- |
| Aberdeen Central                    |                | Kevin Stewart     |            | Kevin Stewart     |
| Aberdeen Donside                    |                | Mark McDonald     |            | Mark McDonald     |
| Aberdeen South and North Kincardine |                | Maureen Watt      |            | Maureen Watt      |
| Aberdeenshire East                  |                | Alex Salmond      |            | Gillian Martin    |
| Aberdeenshire West                  |                | Dennis Robertson  |            | Alexander Burnett |
| Angus North and Mearns              |                | Nigel Don         |            | Mairi Evans       |
| Angus South                         |                | Graeme Dey        |            | Graeme Dey        |
| Banffshire and Buchan Coast         |                | Stewart Stevenson |            | Stewart Stevenson |
| Dundee City East                    |                | Shona Robison     |            | Shona Robison     |
| Dundee City West                    |                | Joe Fitzpatrick   |            | Joe Fitzpatrick   |

### Écosse du Sud (South Scotland)
|                       | SNP                   | 120 217               | 38,26 | 2,7  | 4 | en stagnation | 3 | 7  | 1             |  |  |  |  |  |
|                       | SCP                   | 100 753               | 32,07 | 12,6 | 4 | 1             | 2 | 6  | 3             |  |  |  |  |  |
|                       | SLP                   | 56 072                | 17,85 | 7,5  | 1 | 1             | 2 | 3  | 1             |  |  |  |  |  |
|                       | SGP                   | 14 773                | 4,70  | 1,6  | 0 | en stagnation | 0 | 0  | en stagnation |  |  |  |  |  |
|                       | SLD                   | 11 775                | 3,75  | 1,7  | 0 | en stagnation | 0 | 0  | 1             |  |  |  |  |  |
|                       | UKIP                  | 6 726                 | 2,14  | 1,0  | 0 | en stagnation | 0 | 0  | en stagnation |  |  |  |  |  |
|                       | Autres                | 3 876                 | 1,23  | -    | 0 | -             | 0 | 0  | -             |  |  |  |  |  |
|                       |                       |                       |       |      |   |               |   |    |               |  |  |  |  |  |
| Total                 | Total                 | 314 192               | 100   | -    | 9 | en stagnation | 7 | 16 | en stagnation |  |  |  |  |  |
| Taux de participation | Taux de participation | Taux de participation | 58,9  |      |   |               |   |    |               |  |  |  |  |  |

| Circonscription                            | Député sortant | Député sortant    | Député élu | Député élu        |
| ------------------------------------------ | -------------- | ----------------- | ---------- | ----------------- |
| Ayr                                        |                | John Scott        |            | John Scott        |
| Carrick, Cumnock and Doon Valley           |                | Adam Ingram       |            | Jeane Freeman     |
| Clydesdale                                 |                | Aileen Campbell   |            | Aileen Campbell   |
| Dumfriesshire                              |                | Elaine Murray     |            | Oliver Mundell    |
| East Lothian                               |                | Iain Gray         |            | Iain Gray         |
| Ettrick, Roxburgh and Berwickshire         |                | John Lamont       |            | John Lamont       |
| Galloway and West Dumfries                 |                | Alex Fergusson    |            | Finlay Carson     |
| Kilmarnock and Irvine Valley               |                | Willie Coffey     |            | Willie Coffey     |
| Midlothian South, Tweeddale and Lauderdale |                | Christine Grahame |            | Christine Grahame |

### Écosse de l'Ouest (West Scotland)
|                       | SNP                   | 135 827               | 42,17 | 0,6  | 8  | 2             | 0 | 8  | en stagnation |  |  |  |  |  |
|                       | SLP                   | 72 544                | 22,52 | 10,2 | 1  | 3             | 3 | 4  | 3             |  |  |  |  |  |
|                       | SCP                   | 71 528                | 22,21 | 9,5  | 1  | 1             | 3 | 4  | 2             |  |  |  |  |  |
|                       | SGP                   | 17 218                | 5,35  | 2,4  | 0  | en stagnation | 1 | 1  | 1             |  |  |  |  |  |
|                       | SLD                   | 12 097                | 3,76  | 0,5  | 0  | en stagnation | 0 | 0  | en stagnation |  |  |  |  |  |
|                       | UKIP                  | 5 856                 | 1,82  | 1,1  | 0  | en stagnation | 0 | 0  | en stagnation |  |  |  |  |  |
|                       | Autres                | 7 006                 | 2,18  | -    | 0  | -             | 0 | 0  | -             |  |  |  |  |  |
|                       |                       |                       |       |      |    |               |   |    |               |  |  |  |  |  |
| Total                 | Total                 | 322 076               | 100   | -    | 10 | en stagnation | 7 | 17 | en stagnation |  |  |  |  |  |
| Taux de participation | Taux de participation | Taux de participation | 59,8  |      |    |               |   |    |               |  |  |  |  |  |

| Circonscription             | Député sortant | Député sortant   | Député élu | Député élu      |
| --------------------------- | -------------- | ---------------- | ---------- | --------------- |
| Clydebank and Milngavie     |                | Gil Paterson     |            | Gil Paterson    |
| Cunninghame North           |                | Kenneth Gibson   |            | Kenneth Gibson  |
| Cunninghame South           |                | Margaret Burgess |            | Ruth Maguire    |
| Dumbarton                   |                | Jackie Baillie   |            | Jackie Baillie  |
| Eastwood                    |                | Ken Macintosh    |            | Jackson Carlaw  |
| Greenock and Inverclyde     |                | Duncan McNeil    |            | Stuart McMillan |
| Paisley                     |                | George Adam      |            | George Adam     |
| Renfrewshire North and West |                | Derek MacKay     |            | Derek MacKay    |
| Renfrewshire South          |                | Hugh Henry       |            | Tom Arthur      |
| Strathkelvin and Bearsden   |                | Fiona McLeod     |            | Rona Mackay     |